# Saint-Aubin-le-Vertueux
Saint-Aubin-le-Vertueux ist eine Ortschaft und eine ehemalige französische Gemeinde mit 787 Einwohnern (Stand: 1. Januar 2022) im Département Eure in der Region Normandie. Sie gehörte zum Arrondissement Bernay und zum Kanton Bernay. Die Einwohner werden Saint-Aubinois genannt.
Mit Wirkung vom 1. Januar 2019 wurden die früheren Gemeinden Saint-Aubin-le-Vertueux, Saint-Clair-d’Arcey und Saint-Quentin-des-Isles zur Commune nouvelle Treis-Sants-en-Ouche zusammengeschlossen und haben in der neuen Gemeinde den Status einer Commune déléguée. Der Verwaltungssitz befindet sich im Ort Saint-Aubin-le-Vertueux.

## Geografie
Saint-Aubin-le-Vertueux liegt auf der Grenze des Pays d’Ouche zum Lieuvin. Umgeben wird Saint-Aubin-le-Vertueux von den Ortschaften Bernay im Norden, Saint-Clair-d’Arcey im Osten, Mesnil-en-Ouche im Süden, Ferrières-Saint-Hilaire im Südwesten sowie Saint-Quentin-des-Isles im Westen.

## Geschichte
| Jahr      | 1962 | 1968 | 1975 | 1982 | 1990 | 1999 | 2006 | 2013 |
| --------- | ---- | ---- | ---- | ---- | ---- | ---- | ---- | ---- |
| Einwohner | 591  | 613  | 646  | 745  | 764  | 822  | 864  | 862  |